# Новопоречье
Новопоречье — деревня в Можайском районе Московской области в составе Порецкого сельского поселения. Численность постоянного населения по Всероссийской переписи 2010 года — 52 человека. До 2006 года Новопоречье входило в состав Порецкого сельского округа.
Деревня расположена на северо-западе района, примерно в 36 км от Можайска, на левом берегу безымянного правого притока Москва-реки, высота центра над уровнем моря 211 м. Ближайшие населённые пункты — Поречье на противоположном берегу ручья, Никитино, Грибово и Глядково — более, чем в 2 км.